# Trafic de cadavres au Royaume-Uni

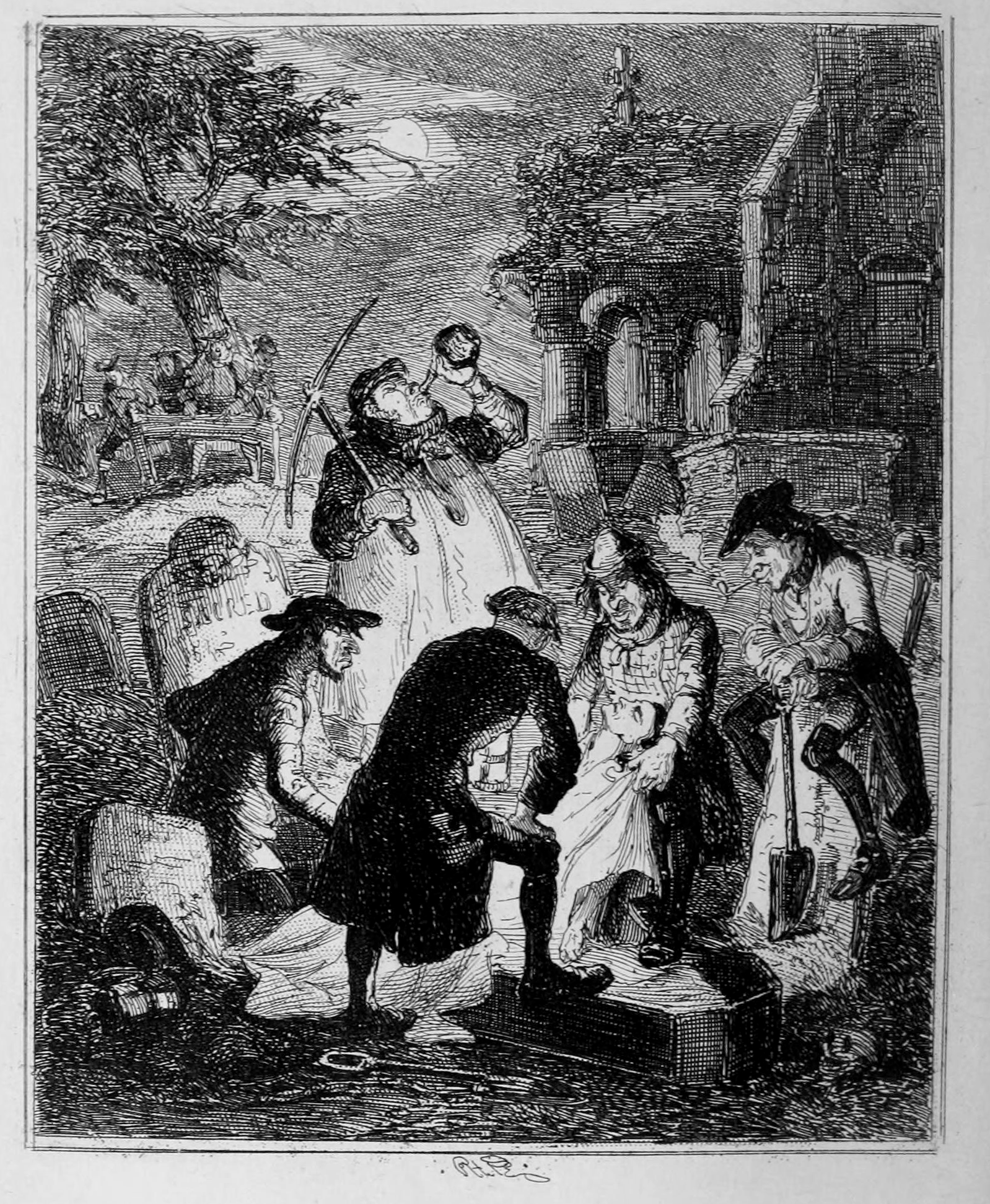
Resurrectionists (1847) par Hablot Knight Browne. L'illustration accompagnait un récit sur John Holmes et Peter Williams qui furent fouettés en public à Londres pour avoir exhumé des cadavres en 1777.

Le trafic de cadavres au Royaume-Uni aux XVIIIe et XIXe siècles était alimenté par la demande croissante en cadavres pour les recherches anatomiques et entraînait l'exhumation clandestine de centaines de corps par an.
Entre 1506 et 1752, très peu de cadavres étaient légalement alloués aux études anatomiques. Pour essayer de renforcer l'effet dissuasif de la peine de mort, le Murder Act de 1752 autorisait les juges à remplacer l'exposition publique du cadavre sur un gibet par une dissection qui était généralement considérée avec horreur. Cette évolution législative accrut le nombre de corps auxquels les anatomistes avaient légalement accès mais cela n'était pas suffisant pour répondre aux besoins croissants des hôpitaux et des universités qui apparurent à cette période. Devant la faiblesse de l'offre, les anatomistes commencèrent à s'adjoindre les services de trafiquants appelés resurrectionists qui en échange d'argent déterraient les cadavres récemment inhumés pour les livrer à leurs clients. Ces corps ou leurs différentes parties devinrent une marchandise mais si la pratique était haïe par le public, les cadavres n'étaient la propriété de personne. Cette méthode clandestine pour obtenir des sujets d'étude se trouvait donc dans un vide juridique.
Les fossoyeurs clandestins surpris durant leurs activités risquaient néanmoins le lynchage. Des mesures furent prises pour mieux surveiller les cimetières et des patrouilles nocturnes furent mises en place. Les plus riches pouvaient se faire inhumer dans des cercueils blindés tandis que des obstacles physiques comme des cages à cercueil ou de lourdes dalles de pierre rendaient l'exhumation plus difficile. Les anatomistes étaient également détestés par la population et des émeutes avaient fréquemment lieu après les exécutions lorsqu'ils venaient récupérer les corps qui leur étaient légalement attribués.
À la suite des meurtres de Burke et Hare ayant eu lieu à Édimbourg en 1827 et 1828 pour approvisionner l'anatomiste Robert Knox, le Parlement du Royaume-Uni mit en place une commission d'enquête dont le rapport souligna l'importance de la science anatomique et recommanda que les corps des indigents décédés puissent être utilisés pour les dissections. Après une affaire similaire à Londres, le Parlement adopta une loi soumise par Henry Warburton qui avait rédigé le rapport de la commission. Même s'il ne rendait pas illégal le trafic de cadavres, l'Anatomy Act de 1832 y mettait de fait un terme car il donnait accès aux anatomistes aux morts des hospices.

## Contexte juridique

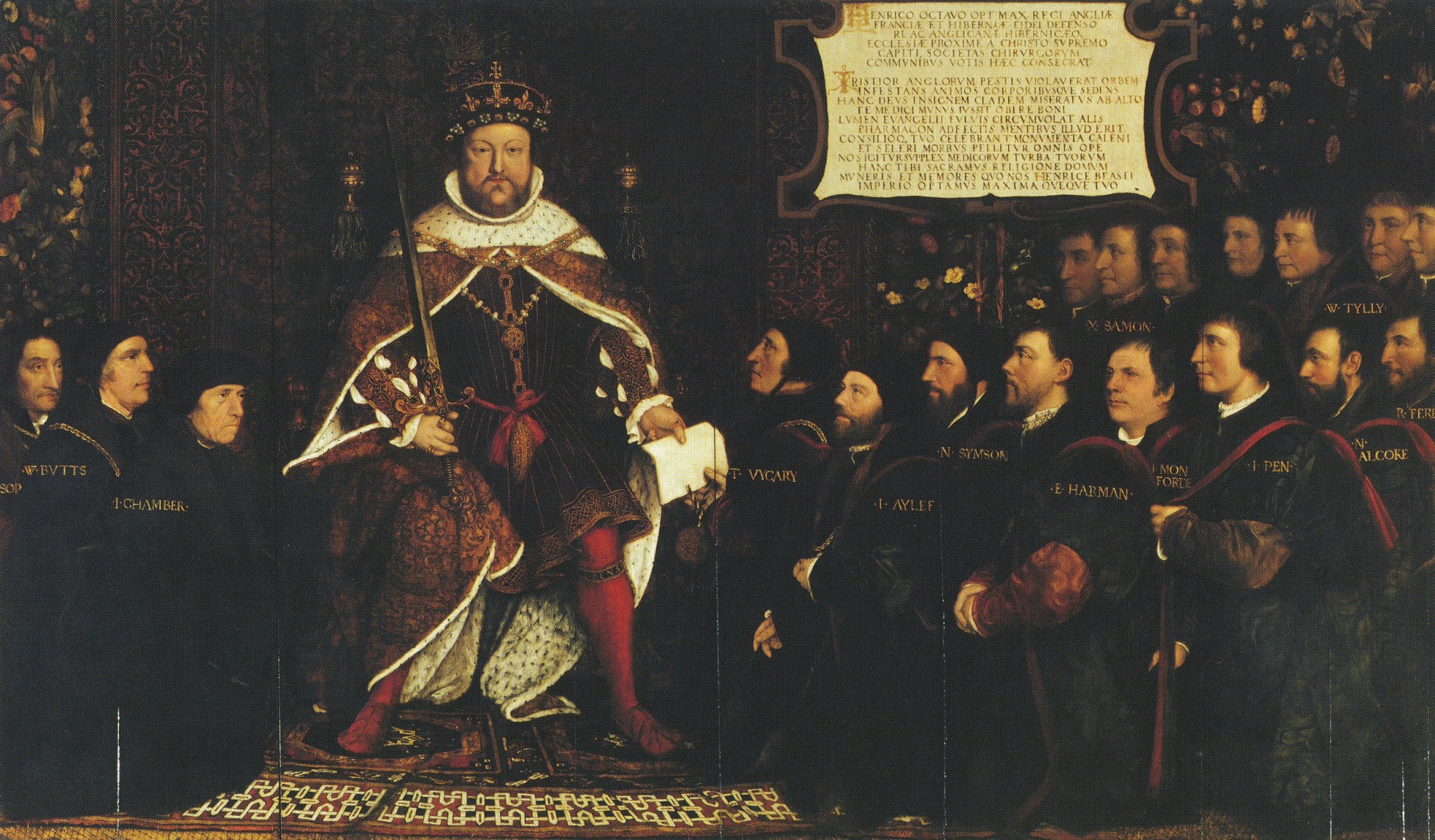
Peinture de Hans Holbein le Jeune de 1543 montrant le roi Henri VIII d'Angleterre entouré par des barbiers chirurgiens

La dissection de cadavres humains est attestée depuis au moins le IIIe siècle av. J.-C. mais du fait des idées religieuses sur la profanation des corps, cette activité était souvent réalisée en secret. L'Église interdisait la dissection humaine et seuls des animaux étaient disséqués jusqu'aux premières études anatomiques menées à Bologne à partir du XIVe siècle. En Grande-Bretagne, la dissection humaine était interdite par la loi jusqu'en 1506 quand le roi Jacques IV d'Écosse autorisa les barbiers chirurgiens d'Édimbourg à disséquer « les corps de certains criminels exécutés ». L'Angleterre suivit en 1540 quand Henri VIII donna le droit à la compagnie des barbiers chirurgiens d'autopsier quatre criminels exécutés par an ; Charles II fit passer ce nombre à six,,. Élisabeth Ire accorda le même droit au collège royal de médecine en 1564.
Plusieurs hôpitaux et universités furent fondés en Grande-Bretagne au XVIIIe siècle mais seuls quelques corps pouvaient légalement être disséqués et ces institutions souffraient de pénuries. Certaines autorités locales avaient déjà tenté de résoudre le problème avec des succès mitigés. En 1694, Édimbourg autorisa les anatomistes à disséquer les corps « trouvés morts dans les rues des suites de violences... qui n'appartiennent à personne ». Les corps des suicidés, des enfants mort-nés et des enfants abandonnés étaient également utilisés. Même s'ils étaient protégés par la loi, les anatomistes avaient parfois du mal à obtenir les corps qui leur étaient accordés. Mécontents de la rapidité avec laquelle la peine de mort était prononcée et influencés par les superstitions, les foules cherchaient parfois à empêcher les autorités de récupérer les corps des criminels et les émeutes sur les lieux d'exécution étaient courantes. Pour éviter ces débordements, le shérif de Londres décida de rendre les dépouilles des condamnés à leurs proches malgré les protestations des anatomistes.
Ces problèmes associés à une volonté de renforcer le caractère dissuasif de la peine de mort débouchèrent sur l'adoption du Murder Act de 1752. La législation imposait que « tout meurtrier devra, après exécution, être soit disséqué ou pendu en chaînes (en) ». La dissection était souvent vue comme un « sort pire que la mort » et les juges pouvaient substituer le gibet par la dissection pour effrayer les possibles criminels. Si la loi attribuait légalement plus de cadavres aux anatomistes qu'auparavant, cela n'était pas suffisant. Pour essayer d'accroître leur nombre, certains médecins corrompaient les policiers surveillant les potences et emportaient les corps qui ne leur étaient pas attribués par la loi.

## Marchandisation
Les premiers cas documentés de profanation de sépultures pour obtenir des corps à disséquer remontent à 1319. Au XVe siècle, Léonard de Vinci aurait secrètement disséqué une trentaine de corps même si leur provenance est inconnue,. En Grande-Bretagne, la pratique semble s'être répandue au début du XVIIe siècle. L'épitaphe de William Shakespeare est ainsi « Mon ami, pour l'amour du Sauveur, abstiens-toi / De creuser la poussière déposée sur moi / Béni soit l'homme qui épargnera ces pierres / Mais maudit soit celui violant mon ossuaire » et en 1678, des anatomistes furent suspectés après la disparition du corps d'un gitan exécuté. Les contrats délivrés en 1721 par le collège des chirurgiens d'Édimbourg comprenaient une clause demandant aux étudiants de ne pas participer à des exhumations ce qui suggère, selon l'historienne Ruth Richardson, que cela avait déjà été le cas. Les élèves accompagnaient les fossoyeurs clandestins en tant qu'experts et il est avancé que certains auraient payé leurs études avec des cadavres laissant supposer que leurs enseignants étaient complices. Les vols de cadavres dans les cimetières londoniens devinrent monnaie courante et dans les années 1720, probablement en conséquence directe du manque de corps légalement attribués aux recherches anatomiques, les dépouilles fraîches étaient devenues de véritables biens marchands.
Les corps ou les morceaux de cadavres étaient ainsi échangés comme n'importe quelle autre marchandise : placés dans des conteneurs adaptés, salés et préservés, entreposés dans des caves et transportés en chariot ou par bateau. Du fait de la forte concurrence, les écoles d'anatomie payaient généralement plus rapidement que leurs rivaux parmi lesquels figuraient les chirurgiens, les artistes et les personnes intéressés par l'anatomie humaine. Comme le rapporta un trafiquant, « un homme peut très bien vivre de cela s'il est sobre, agit après réflexion et approvisionne les écoles »

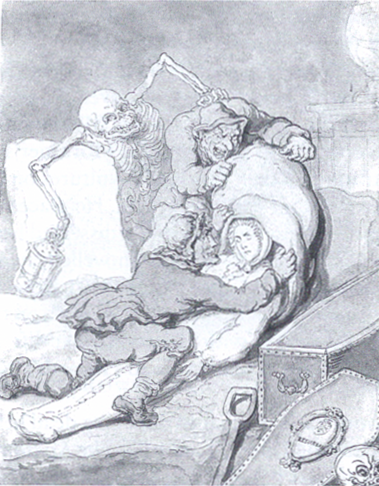
Resurrection Men de Thomas Rowlandson. Surveillés par un squelette, deux trafiquants placent un corps exhumé dans un sac.

Les anatomistes londoniens de la fin du XVIIIe siècle se reposaient presque entièrement sur des trafiquants de cadavres communément surnommés resurrectionists. Un groupe de ce type composé de quinze membres arrêtés à Lambeth en 1795 fournissait « neuf chirurgiens de renom » avec des « centaines de corps par an ». Le rapport de leurs activités indiquent un prix de deux guinées et d'une couronne par corps soit environ 2 800 £ de 2012,. Il ne s'agissait pas d'une valeur fixe et le prix des cadavres au marché noir fluctuait considérablement. Devant une commission parlementaire, le chirurgien Astley Cooper indiqua en 1828 que le prix pour un corps était d'environ huit guinées mais qu'il pouvait varier de deux à vingt (1 600 à 16 000 £ de 2012). Comparé aux cinq shillings que gagnait chaque semaine un ouvrier du textile de l'East End ou le salaire hebdomadaire d'une guinée que recevait un serviteur d'une riche propriété, le trafic de cadavres était une activité particulièrement lucrative. Les chirurgiens du collège royal d'Édimbourg se plaignaient que les trafiquants étaient des profiteurs et un médecin rapporta devant la commission parlementaire qu'il les soupçonnaient de manipuler le marché pour faire monter les prix ; à l'inverse il n'y eut aucune critique envers l'Anatomy Club par lequel les anatomistes avaient tenté de s'organiser pour faire baisser les prix.
Les prix dépendaient également du type de cadavre. Ceux des hommes étaient plus coûteux car ils permettaient une meilleure étude de la musculature tandis que les monstres humains étaient particulièrement recherchés. Le corps de Charles Byrne (en) surnommé le « géant irlandais » avec ses 230 cm, fut acheté aux enchères pour 500 £ (environ 680 000 £ de 2012) par John Hunter en 1783. Son corps reste encore aujourd'hui exposé au collège royal de chirurgie à Londres. Les corps des enfants ou des fœtus étaient également vendus. Des parties de cadavres comme un scalp avec des cheveux longs ou des dents de bonne qualité étaient aussi recherchés non pas pour leur valeur anatomique mais parce qu'ils pouvaient être réutilisés chez les vivants.
Comme il n'existe pas de données fiables sur le nombre de dissections menées dans l'Angleterre du XVIIIe siècle, la véritable ampleur du trafic de cadavres ne peut qu'être estimée. Richardson suggère que plusieurs milliers de cadavres étaient exhumés chaque année. La commission parlementaire de 1828 rapporta qu'en 1826, 592 corps furent disséqués par 701 étudiants. En 1831, seules 52 des 1 601 peines de mort prononcées furent exécutées et cela était bien trop insuffisant pour répondre à la demande. Comme les corps n'étaient pas considérés comme des propriétés et ne pouvaient pas être possédés ou vendus, le trafic de cadavres se trouvait dans une zone grise et le crime portait plus sur la profanation de sépulture que sur le vol de la dépouille. Les rares fois où ils étaient arrêtés, les trafiquants étaient généralement fouettés en public ou condamnés pour outrage aux bonnes mœurs mais la pratique était habituellement considérée comme un secret de Polichinelle et ignorée par les autorités,. Ainsi à une époque où les voleurs étaient habituellement déportés, deux resurrectionists arrêtés à Great Yarmouth en 1827 furent acquittés et le troisième, jugé à Londres, ne fut emprisonné que six mois. Les trafiquants étaient également protégés par la dissection du corps car elle détruisait les preuves et empêchait la plupart des poursuites judiciaires.

## Obtention des corps

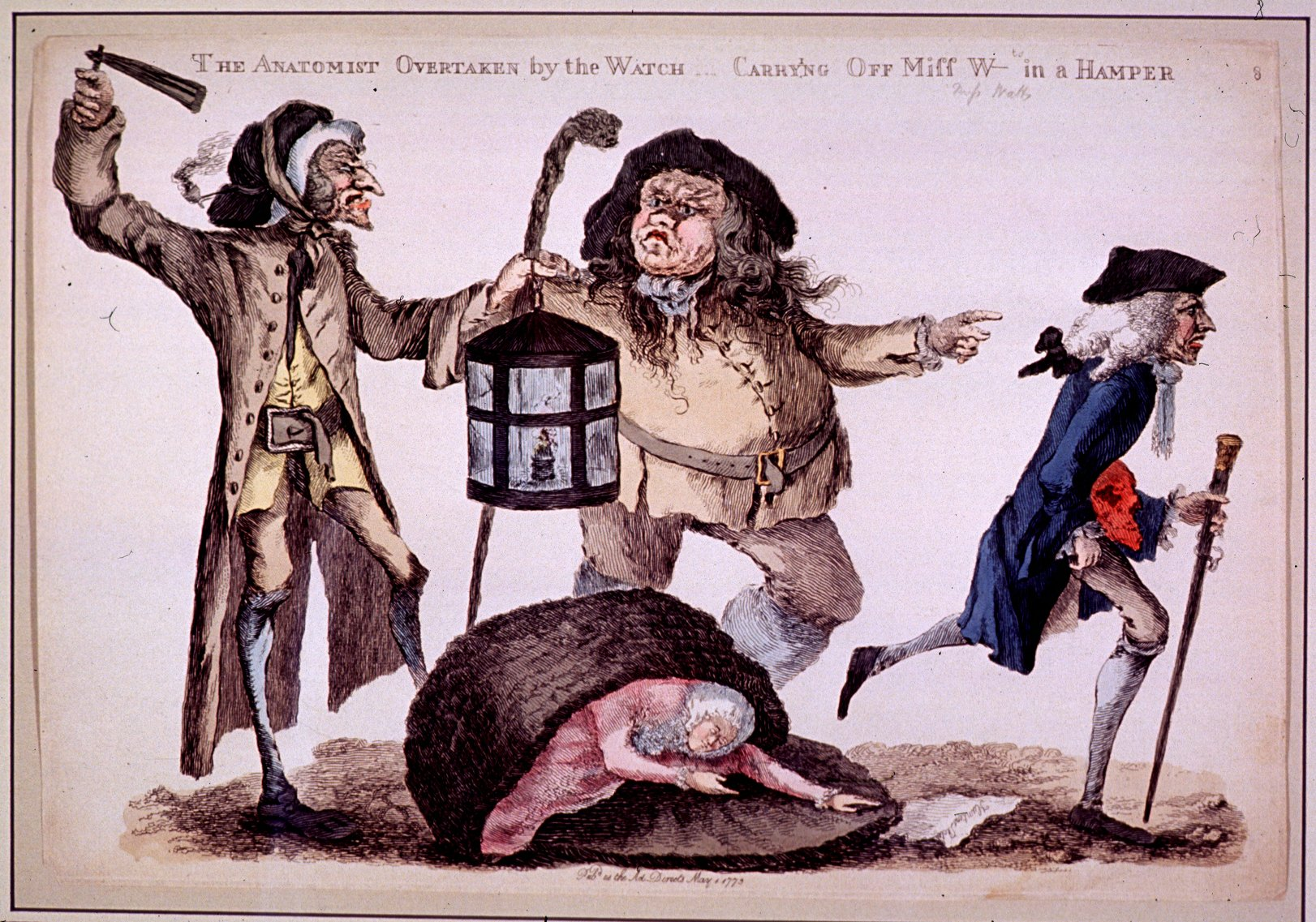
The Anatomist Overtaken by the Watch (1773) par William Austin. Caricature représentant John Hunter s'enfuyant après avoir été repéré par deux vigiles.

Les trafiquants obtenaient généralement leurs corps avec l'aide des sacristains, des croque-morts, des fossoyeurs et des fonctionnaires qui leur fournissaient des informations en échange d'une partie des bénéfices. L'exhumation était réalisée de nuit par un petit groupe qui utilisait souvent des outils en bois plus silencieux pour creuser jusqu'à une extrémité du cercueil. Le couvercle était ensuite soulevé jusqu'à ce qu'il cède sous le poids de la terre à l'autre extrémité et le corps était dénudé, attaché et placé dans un sac. L'opération complète pouvait être réalisée en moins de 30 minutes. La récupération du corps d'un indigent était plus simple car les cadavres étaient souvent placés dans des fosses communes laissées à ciel ouvert parfois pendant plusieurs semaines avant d'être recouverts,.
S'ils étaient surpris lors de leurs activités, les trafiquants risquaient d'être lynchés par la foule. Une violente confrontation eut lieu dans un cimetière de Dublin en 1828 lorsqu'un groupe de pleureurs mit en fuite plusieurs resurrectionists. Ces derniers revinrent en plus grand nombre avec des armes à feu mais les pleureurs avaient fait de même. « Une volée de plombs et de balles tirées par les trafiquants » entraîna une « riposte immédiate des défenseurs ». Après un combat rapproché avec entre-autres des pioches, les trafiquants finirent par s'enfuir. Dans la même ville, un homme tirant un corps d'un cimetière fut abattu en 1832. La même année, trois hommes furent arrêtés alors qu'ils transportaient les corps de deux vieillards près de Deptford à Londres. Poussée par la rumeur avançant que les deux corps étaient des victimes de meurtres, une large foule se rassembla devant le commissariat. Lorsque les suspects furent emmenés au tribunal, la quarantaine de policiers qui les escortait trouva difficile d'« empêcher que leurs prisonniers ne soient sacrifiés par la multitude indignée qui était impatiente de leur infliger le châtiment qu'ils, selon elle, méritaient ».
La commission parlementaire de 1828 estima qu'il y avait environ 200 trafiquants à Londres dont la plupart l'était de façon occasionnelle. Le London Borough Gang, qui opéra de 1802 à 1825, comptait au moins six hommes mené initialement par un ancien brancardier nommé Ben Crouch puis par un homme appelé Patrick Murphy. Sous la protection d'Astley Cooper, le gang approvisionnait certaines des plus grandes écoles anatomiques de la capitale mais les relations étaient parfois tendues. En 1816, il cessa de livrer la St Thomas Hospital School et exigea d'être payé deux guinées par corps. Lorsque l'école fit appel à des trafiquants indépendants, des membres du gang entrèrent dans les salles de dissection, menacèrent les étudiants et attaquèrent les corps. La police fut appelée mais craignant une mauvaise publicité, l'école paya la caution des assaillants et commença à négocier. Le gang tenta également d'évincer ses rivaux, parfois en profanant un cimetière qui était ainsi plus surveillé dans les semaines qui suivaient ou en dénonçant des trafiquants indépendants à la police avant de les recruter à leur sortie de prison. Joshua Naples qui écrivit un journal sur ses activités de trafiquant entre 1811 et 1812 sous le nom The Diary of a Resurrectionist détailla les cimetières qu'il avait pillés, les institutions qu'il avait livrées et les sommes qu'il avait reçues. Il rapporta également que son gang ne pouvait pas travailler les nuits de pleine Lune et les fois où il n'avait pas réussi à vendre un corps jugé « putride » ou qu'il avait abandonné un cadavre possiblement issu d'une victime de la variole.

Cages à cercueil (mortsafes) exposées à Logierait en Écosse.

Les foules en colère n'étaient pas le seul problème que rencontraient les trafiquants. Naples écrivit ainsi qu'il devait éviter les patrouilles nocturnes et les chiens laissés en liberté dans les cimetières. Les aristocrates et les personnes aisées plaçaient leurs défunts dans des cercueils triples ou dans des caveaux parfois gardés par des serviteurs. Pour les moins riches, des cercueils doubles étaient disponibles et placés dans des tombes profondes sur des terrains privés. Des dalles de pierre pouvaient également être placées sur le cercueil tandis que l'excavation pouvait être comblée avec des roches plutôt qu'avec de la terre. Les corps étaient parfois accrochés à la caisse avec des bandes de métal tandis que des arceaux métalliques étaient placés autour du cercueil,. En Écosse, des cages en fer appelées mortsafes étaient placées au-dessus d'un ou de plusieurs cercueils tandis que des treillis pouvaient être fixés à des blocs de pierre descendus lors de l'enterrement,. De telles protections étaient parfois vaines ; au moins un cimetière londonien appartenait à un anatomiste qui « demandait une somme rondelette pour l'enterrement et exigeait ensuite huit à douze guinées à ses étudiants pour qu'ils puissent le déterrer ».

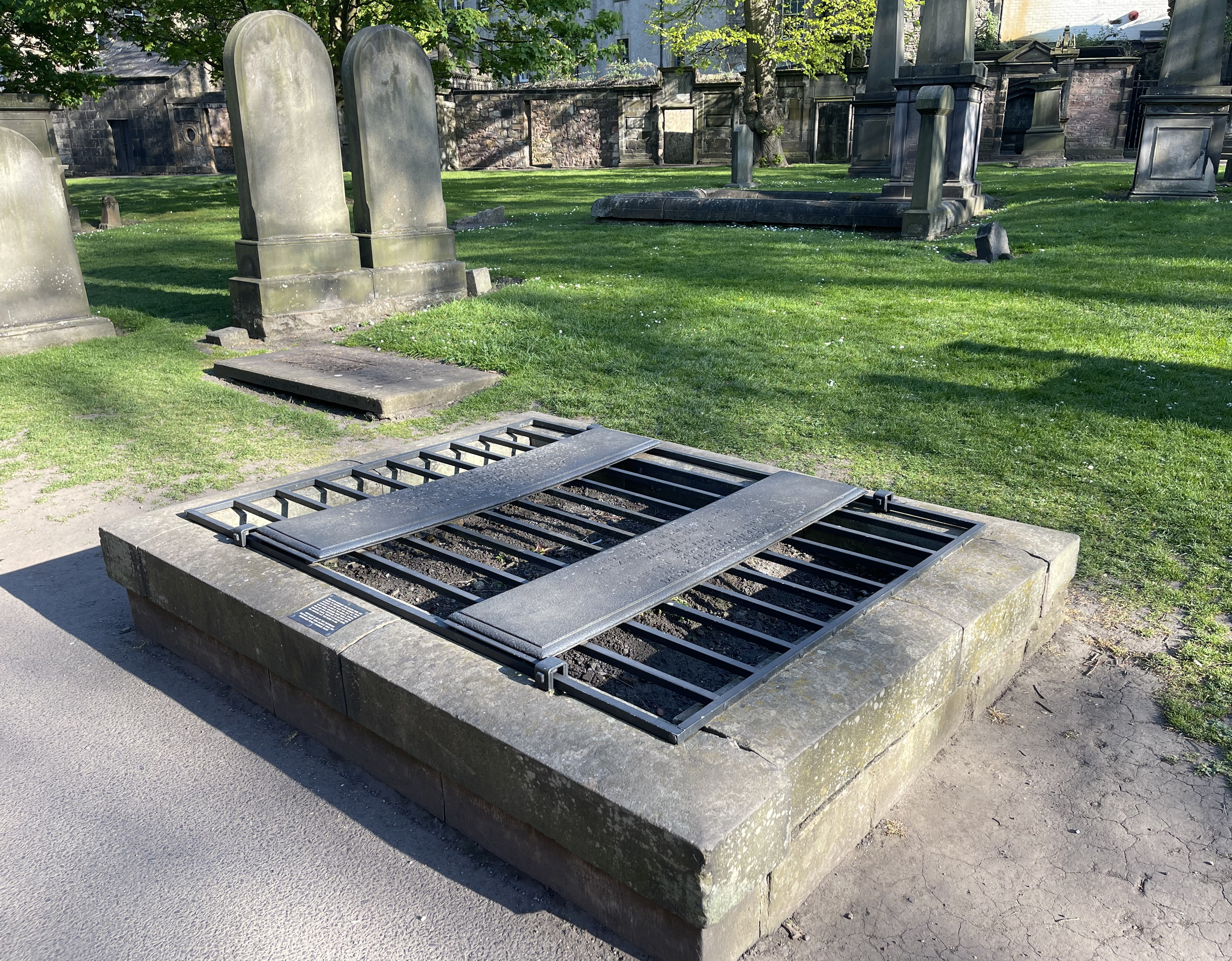
Cage à cercueil (mortsafe). Cimetière de Greyfriars Kirkyard, Édimbourg, Écosse.

Il arrivait parfois que les trafiquants payent des femmes pour qu'elles se présentent comme des proches en deuil et qu'elles réclament le corps d'un défunt dans un hospice. Certaines paroisses civiles faisaient peu pour mettre un terme à cette pratique car elles n'avaient ainsi pas à payer l'enterrement. Des cadavres étaient également volés dans les morgues, les prisons et les hôpitaux militaires. Des fouilles réalisées en 2011 au Royal London Hospital semblent corroborer les affirmations faites 200 ans auparavant selon lesquelles l'école de l'hôpital était « entièrement approvisionnée par des sujets qui avait été ses propres patients ». Des serviteurs étaient parfois corrompus pour détourner les corps de leurs riches employeurs mais cette pratique était risquée car les dépouilles étaient souvent exposées publiquement avant l'inhumation. Certains avaient moins de scrupules et en 1831, le Times rapporta que le corps d'une vieille femme avait été dérobé chez elle par plusieurs trafiquants alors qu'il « était veillé par ses amis et voisins » ; les voleurs « agirent avec l'indécence la plus révoltante en tirant le corps dans la boue de la rue ».

## Vision populaire de la dissection

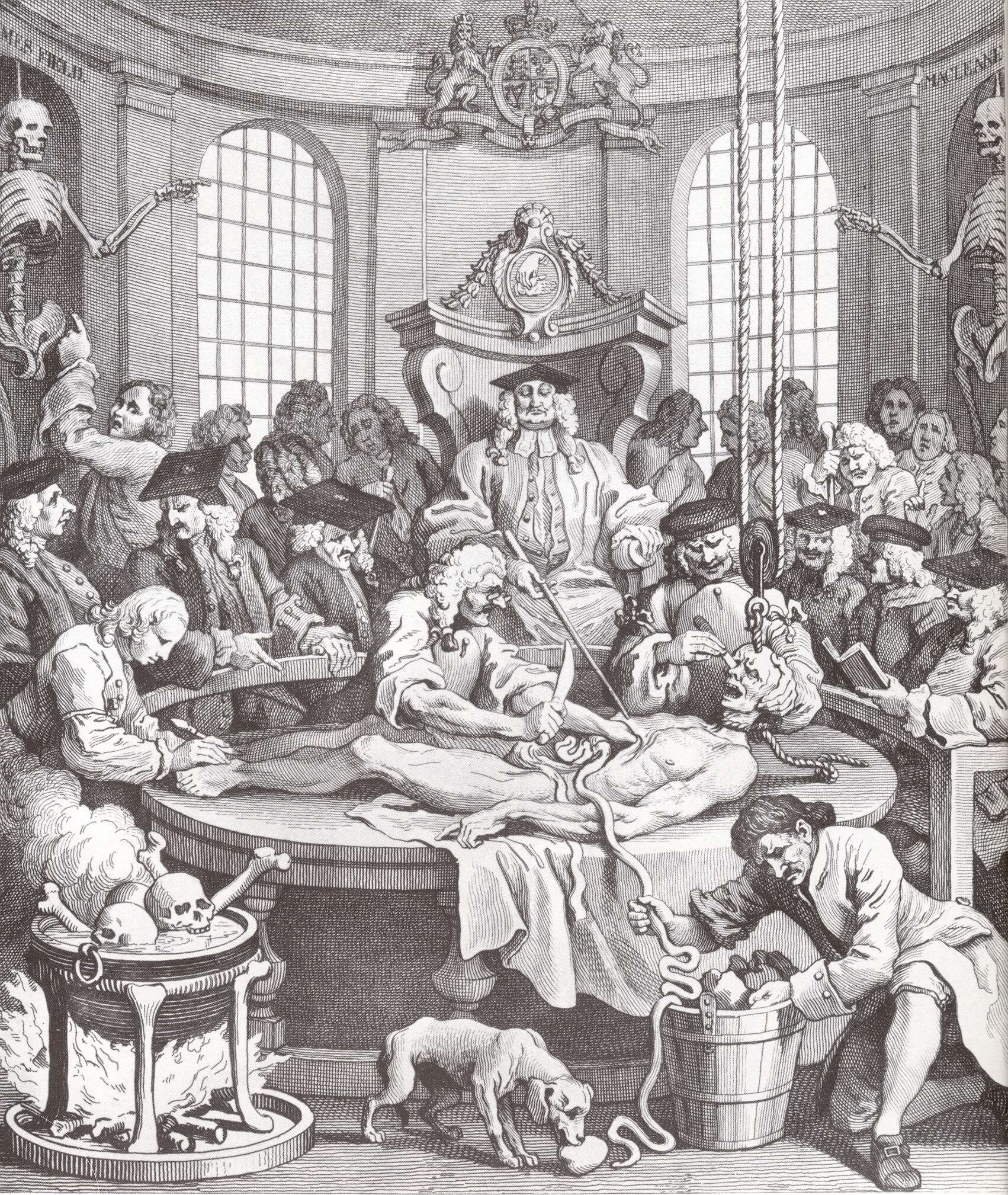
The Reward of Cruelty (1751) par William Hogarth. La gravure fait référence à plusieurs croyances populaires sur le traitement du corps humain par la loi britannique.

Le transfert en 1783 du lieu des exécutions londoniennes de Tyburn à la prison de Newgate réduisit les risques d'émeutes et renforça le contrôle des autorités sur les cadavres des condamnés mais la dissection restait considérée avec horreur par la population. Beaucoup préféraient le gibet de fer à cette alternative. Martin Gray, condamné en 1721 pour ne pas avoir respecté sa déportation, supplia son oncle de venir le voir à son exécution « de peur que son corps ne soit découpé, déchiqueté et mutilé après sa mort ». La population considérait généralement que les anatomistes étaient des représentants de la loi et qu'ils ne pratiquaient la dissection que pour des raisons juridiques. Thomas Wakley, l'éditeur de la revue médicale The Lancet écrivit que cela affaiblissait « l'estime de la profession dans l'esprit du public ». On considérait également que le travail des anatomistes rendait le mort méconnaissable dans l'au-delà. Ainsi, même s'ils étaient moins haïs que les trafiquants qu'ils employaient, les anatomistes prenaient également des risques. Les proches d'un homme exécuté en 1820 assassinèrent un anatomiste et tirèrent dans le visage d'un autre, tandis qu'en 1831, la découverte de trois corps disséqués entraîna l'attaque d'un théâtre anatomique à Aberdeen. Son propriétaire, Andrew Moir, s'échappa par une fenêtre tandis que deux de ses étudiants furent pourchassés dans les rues.
Certains aspects de la vision populaire de la dissection furent représentée dans Les Quatre Étapes de la cruauté, une série de gravures réalisées par William Hogarth en 1751 représentant le parcours d'un criminel appelé Tom Nero jusqu'au théâtre anatomique. Le chef-chirurgien John Freke y est représenté en magistrat observant la dissection du corps de Tom Nero. Selon l'écrivaine Fiona Haslam, la scène illustre la croyance populaire selon laquelle les chirurgiens étaient « dans leur ensemble peu recommandables, insensibles à la souffrance humaine et prompts à prendre pour victimes les gens de la même manière que les criminels persécutent leurs proies ». Selon une autre croyance, également illustrée par Hogarth, les chirurgiens allaient jusqu'à transformer les restes de la dissection en abats pour nourrir les chiens. Cela était faux mais le traitement des corps par les anatomistes était loin d'être respectueux. Joshua Brookes admit ainsi qu'il avait jeté un sac contenant un corps dans les escaliers tandis Robert Christison se plaignit de l'« indécence scandaleuse sans la moindre intelligence » d'un maître de conférence disséquant le corps d'une femme. Les farces étaient également courantes et un étudiant londonien jeta pour plaisanter une jambe amputée dans la cheminée d'une maison ; celle-ci tomba dans la marmite de la maîtresse de maison et l'incident provoqua une émeute.

## L'Anatomy Actde 1832

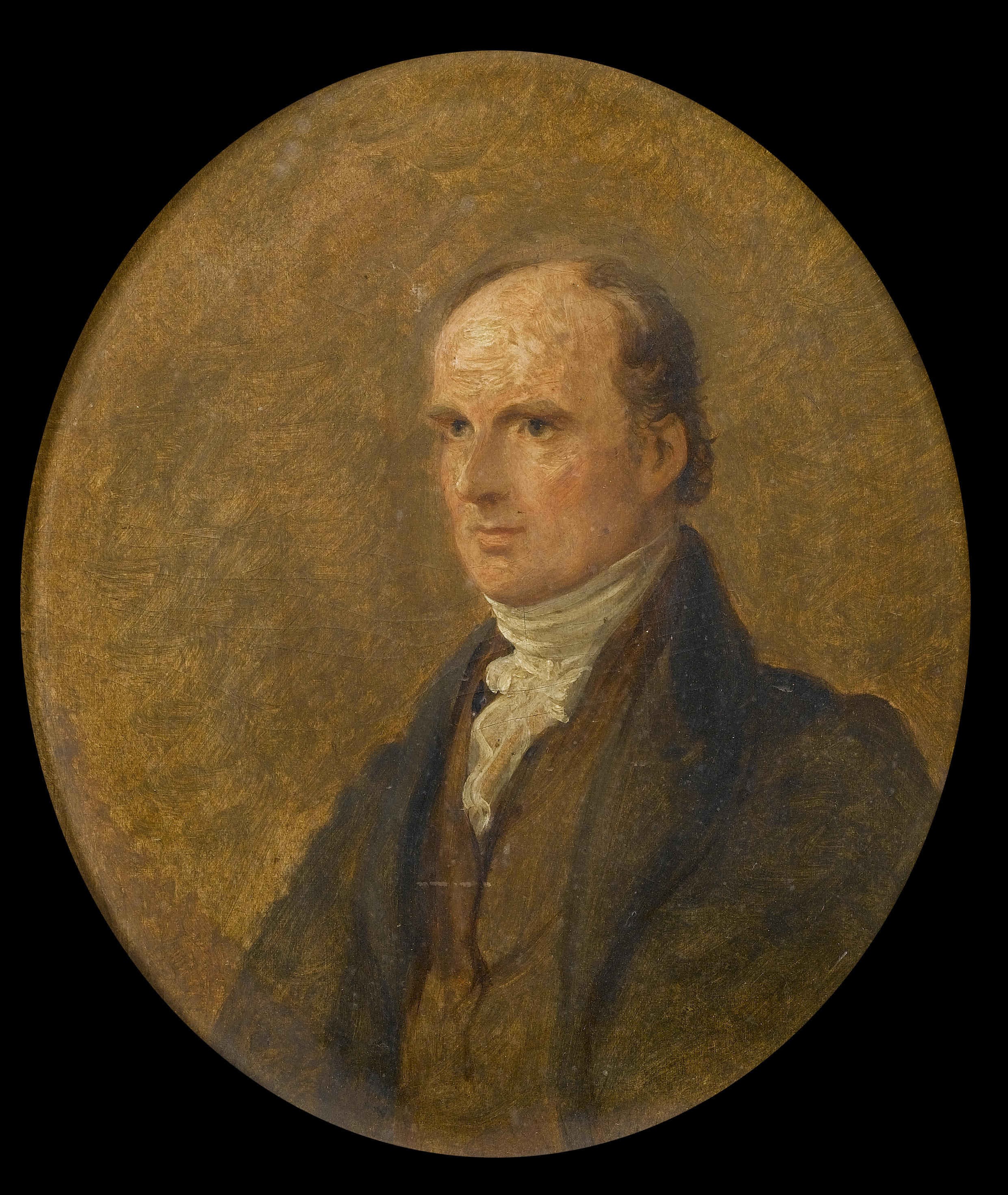
Portrait d'Henry Warburton par George Hayter en 1833. Warburton rédigea le rapport de la commission parlementaire de 1828 et le texte qui devint l'Anatomy Act de 1832.

En mars 1828, trois habitants de Liverpool accusés d'association de malfaiteurs et de s'être procuré un corps inhumé à Warrington furent acquittés tandis que deux autres furent reconnus coupables de recel. Le président du tribunal indiqua que l'« exhumation de corps pour la dissection est un délit punissable » et ce commentaire poussa le Parlement à mettre en place une commission parlementaire sur la question,. La commission entendit 40 témoins dont 25 médecins et chirurgiens, 12 fonctionnaires et 3 trafiquants qui restèrent anonymes. Les questions de la commission portaient sur l'importance de l'anatomie, l'approvisionnement en corps pour la dissection et les relations entre les anatomistes et les resurrectionists. La commission conclut que la dissection était essentielle à l'étude de l'anatomie humaine et que les anatomistes devaient être autorisés à avoir accès aux corps des indigents.
Henry Warburton, qui avait rédigé le rapport de la commission, présenta une loi en ce sens devant le Parlement en 1829. Le texte rencontra une vive opposition à la Chambre des lords et fut retiré mais deux ans plus tard, Warburton présenta une seconde loi peu après l'exécution de John Bishop et de Thomas Williams. Les deux hommes avaient assassiné un garçon après avoir été inspirés par une série de meurtres commis à Édimbourg par William Burke et William Hare qui approvisionnaient ainsi l'anatomiste Robert Knox. Même si Burke et Hare n'avaient jamais pillé de tombes, le statut des resurrectionists dans l'opinion publique passa de celui de profanateur à celui de possible meurtrier. La pression populaire facilita le passage de la loi devant le Parlement malgré une opposition soutenue et l'Anatomy Act fut adopté le 1er août 1832. La législation encadrait la pratique de l'anatomie, autorisait les anatomistes à utiliser les corps des indigents non réclamés et abrogeait la clause du Murder Act de 1752 qui autorisait la dissection des meurtriers mettant ainsi un terme à cette pratique centenaire. Elle ne décourageait ou n'interdisait cependant pas le trafic ou la vente des cadavres dont le statut légal restait imprécis. Une autre clause de la législation autorisait l'utilisation du corps d'une personne pour des études anatomiques à moins que cette dernière ne s'y soit opposée. Comme les pauvres étaient souvent analphabètes et ne pouvaient donc pas laisser d'instructions écrites en cas de décès, la décision de disséquer le corps d'un indigent était souvent prise par les dirigeants des institutions caritatives comme les workhouses. Une provision selon laquelle des témoins pouvaient s'y opposer était également ignorée car ces témoins pouvaient être des détenus sans droits ou des employés qui avaient plus intérêt à ne rien dire.
Malgré l'adoption de l'Anatomy Act, le trafic de cadavres se poursuivit durant l'année 1832 car les corps des indigents non réclamés n'étaient pas encore en nombre suffisant pour satisfaire la demande. La pratique persista pendant quelques années et, en 1838, un fonctionnaire responsable des Poor Laws rapporta la mort de deux trafiquants qui étaient tombés malades en exhumant un corps putride,, mais en 1844 ce commerce avait disparu.